# ریکی اوبوکیری
ریکی اوبوکیری (انگلیسی: Ricky Owubokiri؛ زادهٔ ۱۶ ژوئیهٔ ۱۹۶۱) بازیکن فوتبال اهل نیجریه است.
از باشگاه‌هایی که در آن بازی کرده‌است می‌توان به باشگاه فوتبال متس، باشگاه فوتبال الهلال، باشگاه فوتبال بلننسس، باشگاه ورزشی ویتوریا، باشگاه فوتبال بوآویستا، باشگاه فوتبال بنفیکا، و باشگاه ورزشی العربی قطر اشاره کرد.
وی همچنین در تیم ملی فوتبال نیجریه بازی کرده‌است.